# Bryophilopsis
Bryophilopsis is een geslacht van vlinders van de familie visstaartjes (Nolidae), uit de onderfamilie Chloephorinae.

## Soorten
- B. albiangulata Mell, 1943
- B. anomoiota (Bethune-Baker, 1911)
- B. cometes Hampson, 1912
- B. curvifera Hampson, 1912
- B. griseata Hampson, 1894
- B. griseoplaga Legrand, 1966
- B. hamula (Snellen, 1872)
- B. lunifera Hampson, 1912
- B. nesta Fletcher T. B., 1910
- B. orientalis Hampson, 1912
- B. pullula (Saalmüller, 1880)
- B. roederi Standfuss, 1892
- B. simplex Berio, 1957
- B. tarachoides Mabille, 1900
- B. vadoni Viette, 1982
- B. variegata Bethune-Baker, 1911
- B. xephiris Viette, 1976